# Суковски манастир
Суковският манастир „Успение Богородично“ е стар български православен манастир в Източна Сърбия. Днес манастирът е част от Нишката епархия.

## Местоположение
Суковският манастир се намира на 18 километра източно от град Пирот, на десния бряг на река Ерма непосредствено до едноименното село Суково от Община Пирот.

## История
Кога точно е възникнал този български средновековен манастир на това място и кои са ктиторите му не е известно. Суково се споменава в документ от 1019 година като част от Средечката епархия на Охридската българска архиепископия.

### Архитектура на храма
Църквата, посветена на Успение Богородично, според вградениите строителни надписи е построена от майсторите Минчо и Гога, започната в 1857 и завършена в 1858 година. Тя е кръстокуполна, триконхална. По преданието това става благодарение на Сали бей от Пирот, който издига новата църква върху основите на по-стара в знак на благодарност за оздравяването на сина си Емин. Той е издигнат върху ранносредновековни останки от строежи, има кръстовиден план, като източното (хорът, олтарът), южното и северното рамена се издават конхално от основното по-високо тяло, има леко асиметрична основа. Градежът е сив камък, зидан на вар. В средата на покрива се издига малък купол с висок осемстенен тамбур.

### Стенописи на храма
Църквата е изписана в 1869 година от Васил Попхристов от Самоков, за което свидетелства зографския надпис при входа. Най-забележителна е фреската на Св. Богоридица – Утешителка, изобразена с ангелски крила. Източната стена на входа на храма е изписана със забележителната голяма сцена „Битката между доброто и злото.“ Във фреските на храма са с жизнерадостен колорит. Заедно с обичайните канонични образи присъства лика на дявола, а св. Христофор е нарисуван като песоглав (кинокефал) светец. Интересен е и притвора със сцени от Стария завет и различни рядко срещани мотиви. Големият иконостас е създаден през 1859 г. видно ктиторски запис върху иконата на Богородица. Иконите са рисувани във възрожденски бароков стил, украсени с дърворезби.
В манастира се съхраняват известните с целебната си сила чудотворните мощи (черепа) на пастира Вельо, който сънува Св. Богородица, която му казва, че на това място трябва да бъде възграден манастир.

## В 20 век
Манастирът е запазил някои ценни икони по-големи и значими стари книги. Оцелял опис от 1912 г. показва, че ризницата му е била доста богата.
Според доклад на царибродския архиерейски наместник от януари 1942 г. манастирът се управлява от руския монах архимандрит Варнава, не притежава много имоти, но има хубава овощна градина от 30 декара и лозе. По това време, след 22 години сръбско управление, манастирът бил изпаднал в затруднено икономическо състояние. 
Нартексът на манастирската църква е обновен в 1947 годна, а самата църквата е реконструирана цялоство в 1974 година. При реконструкцията са открити много находки, които днес са изнесени в Музея на Понишавието в Пирот.
От 1968 година манастирът е под закрилата на държавата.

## Галерия
- Суковският манастир.
- Църквата „Успение Богородично“ на Суковския манастир, построена 1859 година.
- Надвратен надпис, съобщаващ годините на построяването и на изографисването на църквата.
- Интериор и стенописи на църквата.